# Сталинец-100
«Сталинец-100» (С-100; разг. — «эсак») — советский гусеничный трактор промышленного назначения. Был создан в 1956 году на базе трактора С-80, как более мощный трактор с бескомпрессорным четырёхцилиндровым двигателем КДМ-100 вместо КДМ-46 (100 л. с. при 1050 об./мин.).
Ходовая часть движителя С-100 представляет собой две жёсткие тележки, каждая из которых имеет по пять опорных катков и два поддерживающих ролика. Гусеничная цепь состоит из 36 штампованных звеньев шириной 500 мм с шагом звена 203 мм.
При одинаковой с С-80 массе машина оснащалась более мощным (100 л. с.) двигателем и более комфортабельной кабиной.
Всего с 1956 по 1964 год было изготовлено 124 416 тракторов С-100 различных модификаций.
В дальнейшем трактор С-100 послужил базовой платформой для создания трактора Т-100М.

## Варианты
- С-100Б — болотоходный вариант трактора С-100. Удельное давление на почву — 0,24 кг/см².
  - С-100БХ — болотоходный вариант с реверсивной тяговой лебедкой, якорным устройством и коробкой передач с ходоуменьшителем.[3]
- С-100ГП — промышленный трактор, оборудованный раздельно-агрегатной гидравлической системой.[3]
- С-100ГС — сельскохозяйственный трактор, оборудованный раздельно-агрегатной гидравлической системой.[3]
- Т-108 — переходная модель от С-100 к Т-130[3]
- ДЭТ-250 — промышленный трактор ДЭТ-250 с электромеханической трансмиссией мощностью 300 л.с. (с 1969 г. — ДЭТ-250М).[3]
- Т-100 — глубокая модернизация С-100 (смена индекса связана с искоренением культа личности Сталина).
- Д-271 — бульдозер.
- Б-8 — буровая машина, модернизация буровой машины БИ-7 с удлиненной штангой.[4]
- АВБ-ТМ — самоходный буровой агрегат, модификация АВБ-ТМ, монтировавшегося на трактор С-80.[5]

На базе трактора С-100 создавались бульдозеры (в частности для добычи гравия). Так, на базе С-100 был создан бульдозер Д-271.

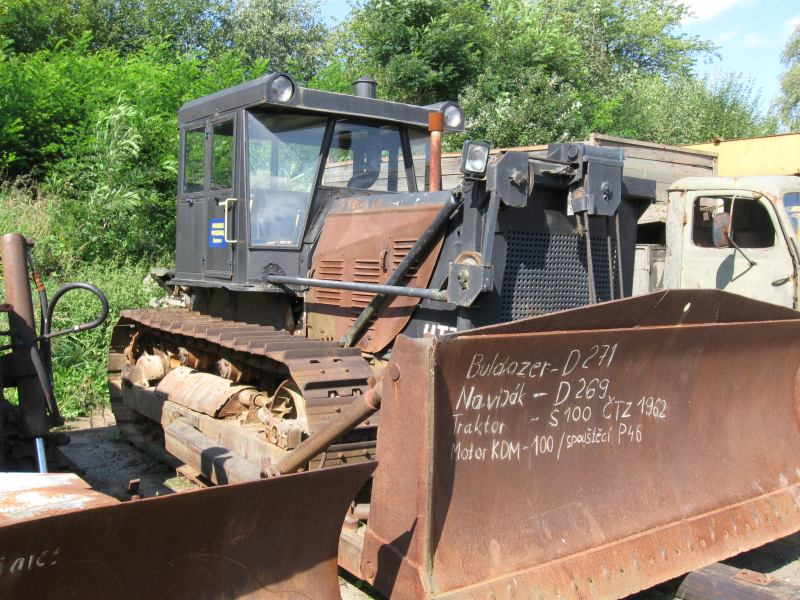